# Sint (film 2010)
Sint (Saint) è un film del 2010 diretto da Dick Maas.
Il film è un horror grottesco basata sulla figura natalizia di Sinterklaas, trasformandolo però in un fantasma eterno e vendicativo.

## Trama
Olanda. La notte del 5 dicembre di ogni 36 anni, una antica e celata leggenda prende vita e il quartiere di Amsterdam-Zuid viene violentemente depredato da Sinterklaas che si palesa in cerca di vendetta. Vissuto nel Medioevo, San Nicola nel 1492 ha maledetto il mondo nel momento in cui venne arso vivo sulla sua imbarcazione dalla popolazione inferocita dopo che, caduto in disgrazia, si era messo a capo di una banda di Zwarte Piet predoni e razziatori. Oggi, a pagare le mortali conseguenze della sua maledizione, è un gruppo di adolescenti. Ma il giovane Frank riesce a fuggire da una imboscata e, con l'aiuto del detective Goert (che nel 1968 da bambino si è imbattuto nel malefico vescovo ma nessuno gli ha mai creduto), cercherà di porre termine per sempre alle angherie del fantasma e dei suoi servi.

## Distribuzione
Il primo trailer è stato pubblicato per la A-Film Distribution nel settembre 2010. Proiettato in vari Festival internazionali (Tribeca Film Festival, Festival internazionale del cinema di Karlovy Vary, Festival internazionale del cinema fantastico di Bruxelles), il film è uscito nei cinema olandesi sempre da A-Film Distribution a fine novembre 2010 mentre negli States è stato comprato e distribuito da IFCFilms. Internazionalmente è stato distribuito prevalentemente in DVD o VOD.

## Accoglienza

### Critica
Il film è stato accolto con pareri contrastanti dalla critica. Per Fangoria e il New York Times il regista indovina l'atmosfera e un certo gusto gore bilanciato da brillanti toni grotteschi, ma per Rotten Tomatoes il gradimento si ferma al 55% per la critica specializzata.